# Małgorzata Walczak
Małgorzata Walczak również jako: Masepa Stuck (ur. 17 lutego 1963 w Piotrkowie Trybunalskim) – polska producentka filmowa i telewizyjna, scenarzystka.

## Życiorys
Absolwentka Akademii Teatralnej im. Aleksandra Zelwerowicza w Warszawie Współwłaścicielka firmy produkcji filmowej Zoyda Art Production założonej w 1999 roku. Od 2013 roku członek Zarządu Krajowej Izby Producentów Audiowizualnych (KIPA) Autorka fabularyzowanych seriali dla dzieci „Minimax” Canal+, „Mała antena” Telewizja Wisła, programów telewizyjnych „Ferie z Majką” w TVP2, „Zielona szkoła” w TVP2
Dwukrotnie nominowana za niemieckie koprodukcje do Nagrody Deutsche Kammerapreis i do amerykańskiej Nagrody EMMY za film „Uciekinier”.

## Filmografia
- 2009: „Cyrk ze złamanym sercem” – producent
- 2006: „Uciekinier” – producent
- 2005: „Wszystko o Einsteinie” („All about Einstein”) – producent
- 2002: „Zakazana miłość” – historia Broni i Gerharda – producent

## Filmy w produkcji
- 2014: „Dotknięcie anioła” -producent
- 2013: „Jaster” – producent

### Nagrody filmowe
- 2017: Żytawa (Nyski Festiwal Filmowy) Wyróżnienie Stowarzyszenia Filmowego Saksonii dla „Dotknięcie anioła”
- 2017: Zlatna (Międzynarodowy Festiwal Filmów Etnograficznych) Grand Prix dla „Dotknięcie anioła”
- 2017: Września (Ogólnopolski Festiwal Sztuki Filmowej „Prowincjonalia”) „Jańcio Wodnik” za najlepszy długometrażowy film dokumentalny dla „Dotknięcie anioła”
- 2017: Wrocław (Multimedia Festiwal Filmów Optymistycznych „Happy End”) Grand Prix za „film o żywej pamięci, który podąża za swoim charyzmatycznym bohaterem, za tragiczną i poetycką opowieść, w której kryje się miłość i nadzieja. Za twórcze wykorzystanie materiałów archiwalnych, poruszającą warstwę wizualną” dla „Dotknięcie anioła”
- 2017: Vancouver (Metamora Films Festival) Nagroda dla najlepszego filmu dokumentalnego dla „Dotknięcie anioła”
- 2017: Syrakuzy (Śródziemnomorski Festiwal Filmowy) Nagroda Publiczności dla „Dotknięcie anioła”
- 2017: Rijeka (Międzynarodowy Festiwal Filmów Historycznych) Grand Prix dla „Dotknięcie anioła”
- 2017: Monaco (Angel Awards International Film Festival) Nagroda Główna dla „Dotknięcie anioła”
- 2017: Łagów (Lubuskie Lato Filmowe) Nagroda Dyrektora Festiwalu za „wielowymiarowy, niezwykle przejmujący obraz Holocaustu, łączący w sobie tragizm przeżyć z wiarą w człowieka, podany w niekonwencjonalnej formie, w którym poezja i metafizyka nadaje realizmowi dokumentalnego opisu ponadczasowy i uniwersalny charakter” dla „Dotknięcie anioła”
- 2017: Londyn (TMC London Film Festiwal) Nagroda dla najlepszego zagranicznego filmu dokumentalnego dla „Dotknięcie anioła”
- 2017: Kansas City (Universal Film Festival) Nagroda dla najlepszego filmu dokumentalnego dla „Dotknięcie anioła”
- 2017: Kansas City (Universal Film Festival) Nominacja do nagrody dla najlepszego filmu dla „Dotknięcie anioła”
- 2016: Zamość (Zamojski Festiwal Filmowy „Spotkania z Historią”) Nagroda dla najlepszego filmu dokumentalnego dla „Dotknięcie anioła”
- 2016: Zamość (Zamojski Festiwal Filmowy „Spotkania z Historią”) Nagroda Publiczności filmu dokumentalnego dla „Dotknięcie anioła”
- 2016: Warszawa (Festiwal Filmów Dokumentalnych „Kino z duszą”) Nagroda Główna za „dotknięcie tajemnicy życia w piekle Holocaustu” dla „Dotknięcie anioła”
- 2016: Vukovar (Vukovar Film Festival) Nagroda Specjalna dla „Dotknięcie anioła”
- 2016: Rzym (Roma Cinema DOC) Wyróżnienie Specjalne dla „Dotknięcie anioła”
- 2016: Rzym (Roma Cinema DOC) Wyróżnienie Specjalne w kategorii: międzynarodowy film dokumentalny do 60 min dla „Dotknięcie anioła”
- 2016: Polsko-Niemiecka Nagroda Dziennikarska im. Tadeusza Mazowieckiego w kategorii: Telewizja dla „Dotknięcie anioła”[3]
- 2016: Nowy Jork (New York Festivals) Złoty Medal dla „Dotknięcie anioła”
- 2016: Niepokalanów (Międzynarodowy Katolicki Festiwal Filmów i Multimediów) I Nagroda w kategorii filmu dokumentalnego dla „Dotknięcie anioła”
- 2016: Mitylena (AegeanDocs International Documentary Film Festival) Nagroda dla najlepszego filmu dokumentalnego dla „Dotknięcie anioła”
- 2016: Mikołajów (TrueDoc Documentary Festival) Nagroda dla najlepszego filmu dokumentalnego dla „Dotknięcie anioła”
- 2016: Los Angeles (Festiwal Filmów Polskich) Nagroda „Hollywood Eagle Documentary Award” dla „Dotknięcie anioła”
- 2016: Kielce (Festiwal Form Dokumentalnych „Nurt”) Nagroda Główna „Złoty Nurt – Wydarzenie Nurtu” za „niezwykły obraz, który tworzy syntezę doświadczeń Holocaustu łącząc poniżenie i opresję z ocaleniem i wiarą w człowieczeństwo, odwołującą się do sfery przeżyć metafizycznych” dla „Dotknięcie anioła”
- 2016: Kielce (Festiwal Form Dokumentalnych „Nurt”) Nagroda Radia Kielce za „to czego nie widać, czyli artyzm dźwięku w formie dokumentalnej” dla „Dotknięcie anioła”
- 2016: Impact Doc Awards: Award of Excellence – Special Mention dla „Dotknięcie anioła”
- 2016: Houston (Worldfest Independent Film Festival) Gold Remi dla „Dotknięcie anioła”
- 2016: Gdynia (Ogólnopolski Festiwal Filmowy „Niepokorni, Niezłomni, Wyklęci”) Wyróżnienie im. Janusza Krupskiego dla „Dotknięcie anioła”
- 2015: Zamość (Zamojski Festiwal Filmowy „Spotkania z Historią”) Wyróżnienie dla „Jaster”
- 2015: Gdynia (Ogólnopolski Festiwal Filmowy „Niepokorni, Niezłomni, Wyklęci”) Wyróżnienie im. Janusza Krupskiego dla „Jaster”
- 2015: Warszawa (Festiwal Filmów Dokumentalnych „Kino z duszą”) Wyróżnienie za wybitne walory edukacyjne dla „Jaster”
- 2015: Warszawa (Międzynarodowy Festiwal Filmów Historycznych i Wojskowych) Wyróżnienie Towarzystwa Wiedzy Obronnej w kategorii filmu dokumentalnego dla „Jaster”
- 2015: Warszawa (Międzynarodowy Festiwal Filmów Historycznych i Wojskowych) Wyróżnienie Towarzystwa Wiedzy Obronnej w kategorii filmu fabularnego dla „Jaster”
- 2015: Łódź (Festiwal Mediów „Człowiek w zagrożeniu”) Nagroda Fundacji Monumentum Iudaicum Lodzense dla „Jaster”
- 2015: Gdynia (Ogólnopolski Festiwal Filmowy „Niepokorni, Niezłomni, Wyklęci”) Nagroda Dyrektora Festiwalu dla „Jaster”
- 2015: Gdynia (Ogólnopolski Festiwal Filmowy „Niepokorni, Niezłomni, Wyklęci”) Wyróżnienie w Konkursie Głównym dla „Jaster”
- 2015: Chicago (Festiwal Filmu Polskiego w Ameryce) „Złote Zęby” dla najbardziej interesującego filmu dokumentalnego dla „Jaster”
- 2010: Nagroda dla najlepszego krótkometrażowego filmu dokumentalnego za film „Cyrk ze złamanym sercem” na International Film Festival for Documentary & Short Films Ismailia.
- 2010: Nagroda „Złoty Hugo” w kategorii „sztuka/społeczeństwo” za film „Cyrk ze złamanym sercem” 46 Międzynarodowy Festiwal Filmowy w Chicago
- 2010: Nagroda Telewizji Słowackiej za „doskonałe wyczucie języka filmowego w refleksji nad smutnym końcem świata cyrku” Międzynarodowy Festiwal Filmów Etnograficznych „EtnoFilm” Czadca.
- 2008: Nagroda „Mały Pagórek” w kategorii: dokument i paradokument za film „Uciekinier” na Festiwal Filmowy „Kino Niezależne Filmowa Góra”
- 2008: Nagroda Główna „Filmowy Pagórek” za film „Uciekinier” na Festiwal Filmowy „Kino Niezależne Filmowa Góra”
- 2008: Nagroda Brązowy Medal za film „Uciekinier” The New York Festivals Nowy Jork.
- 2008: nagroda Wyróżnienie za „oryginalny i ciekawie zrobiony dokument będący świadectwem dla świata, który to świat nie do końca zna prawdę o Auschwitz i nie zawsze chce ją poznać” za film „Uciekinier” 23 Międzynarodowy Katolicki Festiwal Filmów i Multimediów Niepokalanów
- 2008: III Nagroda w kategorii: Filmy dokumentalne za film „Uciekinier” Polonijny Festiwal Multimedialny „Polskie ojczyzny” Częstochowa
- 2007: Nagroda Final Certificate za film „Uciekinier” Sichuan TV Festival Syczuan
- 2007: Nagroda Publiczności za film „Uciekinier” Krakowski Festiwal Filmowy

## Rodzina
Ze związku małżeńskiego z reżyserem Markiem Tomaszem Pawłowskim mają córkę Marikę.